# Ібраїма Туре
Ібраїма Туре (фр. Ibrahima Touré, нар. 17 грудня 1985, Дакар) — сенегальський футболіст, нападник клубу «Монако».
Насамперед відомий виступами за низку іранських клубів, «Монако», а також національну збірну Сенегалу.

## Клубна кар'єра
Народився 17 грудня 1985 року в місті Дакар. Вихованець футбольної школи клубу «Мец».
Дорослу футбольну кар'єру розпочав 2005 року в китайському «Ченду Блейдс». Своєю грою за останню команду привернув увагу представників тренерського штабу «Відада» (Касабланка), до складу якого приєднався того ж року. Відіграв за клуб з Касабланки наступні два сезони своєї ігрової кар'єри.
Згодом з 2007 по 2011 рік виступав у складі іранських команд, після чого перейшов в «Аджман» з ОАЕ.
До складу клубу «Монако» приєднався в січні 2012 року. У сезоні 2012/13 забивши 18 голів в чемпіонаті допоміг монегаскам виграти Лігу 2 і вийти до елітного дивізіону Франції. Наразі встиг відіграти за команду з Монако 52 матчі в національному чемпіонаті.

## Виступи за збірні
Протягом 2004–2006 років залучався до складу молодіжної збірної Сенегалу. На молодіжному рівні зіграв у 2 офіційних матчах.
2012 року дебютував в офіційних матчах у складі національної збірної Сенегалу. Наразі провів у формі головної команди країни 4 матчі.
| Дата       | Місто    | Господарі   | Результат | Гості   | Турнір                                  | Голи | Примітки |
| ---------- | -------- | ----------- | --------- | ------- | --------------------------------------- | ---- | -------- |
| 25/05/2012 | Марракеш | Марокко     | 0 – 1     | Сенегал | товариський матч                        | -    |          |
| 02/06/2012 | Дакар    | Сенегал     | 3 – 1     | Ліберія | Відбір до ЧС 2014                       | -    |          |
| 09/06/2012 | Кампала  | Уганда      | 1 – 1     | Сенегал | Відбір до ЧС 2014                       | -    |          |
| 08/09/2012 | Абіджан  | Кот-д'Івуар | 4 – 2     | Сенегал | Відбір до Кубка африканських націй 2013 | -    |          |
| Усього     |          | Матчів      | 4         |         | Голів                                   | 0    |          |